# Hollow
Los Hollow (ホロウ lit. Huecos o Vacíos?) son personajes de la serie de manga y anime Bleach. Son Pluses (Almas de humanos fallecidos) que por diversas causas, se convirtieron en espíritus malvados que devoran otros espíritus buenos, aunque también pueden devorar humanos y shinigamis. Los Hollow residen en el Hueco Mundo aunque pueden cruzar al mundo humano y a la Sociedad de Almas.
Tite Kubo ha usado palabras en español para referirse a los términos relacionados con los Hollow y los Arrancar, por esto es común que sus ataques y sus clasificaciones sean mencionadas en este idioma.

## Generalidades
En Bleach, la mayoría de los espíritus van pacíficamente hacia la Sociedad de Almas después de sus muertes. Aunque algunos se quedan en el mundo de los vivos por diferentes objetivos a cumplir, como por ejemplo, proteger un ser amado, un lugar particular o por algún resentimiento después de su muerte. Después de un tiempo, y con capacidades muy limitadas para interactuar con los vivos, no pueden soportar que sus seres amados se vayan o sus viejos enemigos los olviden, y llegan a volverse peligrosamente obsesionados con la idea de cumplir sus objetivos incluso si eso los vuelve vacíos (por ejemplo, matar a alguien que se acerca a un ser amado para resguardarlos de herir a esa persona). Al hacer esto el alma se deforma en un Hollow, e irónicamente concentran sus obsesiones asesinas en quienes pretendían proteger (como el caso de Sora, quien al morir y luego al ser transformado en un Hollow, comenzó a atacar a Orihime). Esto puede evitarse si un Shinigami logra realizar un entierro del alma antes de que el alma descienda en un Hollow.

### Transformación
El proceso de transformación de un Plus a un Hollow tarda alrededor de un año o menos según determinadas circunstancias, tales como el ataque a manos de otro Hollow o el uso de ciertos artefactos espirituales. Esto se determina por medio de la "Cadena del Destino" ( 因果の鎖 Inga no kusari?) que reside en su pecho. La "Cadena del Destino" se corroe lentamente con el tiempo, lo que refleja la degradación de las relaciones del alma con el mundo viviente. Cuando la cadena se corroe completamente el alma se deforma y se convierte en un ser de aspecto humanoide en la mayor parte de los casos con un agujero en el centro de su pecho (donde se adjunta su cadena) que es el indicio de que allí una vez estaba su corazón. 

### Comportamiento
Una vez que un alma se convierte en Hollow es impulsado por un hambre eterna e insaciable, lo que hace que comience a devorar otras almas sean de vivos o muertos para llenar el vacío causado por su descenso. Aunque su anterior obsesión a menudo se convierte en su primera víctima, la mayoría de los Hollows se convierten en criaturas absurdas concentradas solo en encontrar las almas más poderosas para devorarlas. Los Hollow más fuertes y malignos son a veces capaces de retener parte de su inteligencia en su forma de Hollow, haciéndolos más peligrosos que los Hollows normales. Si bien la mayoría de los Hollows son malévolos, o al menos seres carentes de sentido, por lo menos unos pocos no lo son, como es el caso de Nelliel Tu Odderswank y sus compañeros Hollow, aunque esto podría deberse a que pasaron por el proceso de "shinigamificación". También pueden, al menos parcialmente, ser capaces de ejercer cierto grado de camaradería y la lealtad, como se ve con Grimmjow Jaegerjaquez y sus compañeros cuando aún eran Hollows: sus subordinados iban a sacrificar parte de sus cuerpos, sin respuesta, en aras del crecimiento de Grimmjow.

### Apariencia
Los Hollows son seres cuyo aspecto varía ampliamente al igual que sus habilidades, pero sin duda su rasgo más inconfundible es su máscara.
Dicha máscara se forma para proteger el instinto desnudo que queda en un ser, después de la pérdida de su corazón, y de alguna manera es la forma tangible de la locura de los Hollows. Las máscaras de distintos Hollows pueden diferir mucho en sus formas y tamaños, pero siempre son blancas y con forma de una calavera. Las máscaras también ocultan la identidad original de los Hollows. Esta máscara puede ser destruida para que el Hollow recupere temporalmente su identidad original, pero luego se regeneran pasado un corto período de tiempo una vez que el Hollow se hace cargo de nuevo. Los Hollows tienen una amplia variedad de características físicas y competentes, y algunos de ellos nunca tienen el mismo aspecto (los pocos que lo hacen son a menudo clones). En términos de apariencia, los Hollows pueden variar en apariencia de un peluche (como los mamíferos) a través de lagartija en favor de un demonio. Los Hollows también varían en tamaño, aunque tienden a ser bastante coherentes entre las diversas clasificaciones de Menos. En Hueco Mundo, algunos Hollows son más grandes que las mascotas comunes. La mayoría de los Hollows comunes tienen aproximadamente el doble del tamaño de un humano adulto, aunque esto puede variar según su clasificación.
Los Hollows son usualmente asesinados por la división de su máscara y la cabeza en dos, pero la mayoría de las heridas que serían fatales para un ser humano se convierten en la manera más efectiva de eliminarlos. Cuando esto es hecho por la zanpakutō de un shinigami, el Hollow no es verdaderamente asesinado, su alma es purificada de los pecados cometidos como Hollow permitiéndole el paso hacia la Sociedad de Almas. En caso de que el Hollow haya cometido pecados graves como mortal tales como asesinar, cuando es purificado se invocan las puertas del infierno y el espíritu es llevado allí a su castigo. Si el Hollow es asesinado por un Quincy, su existencia es borrada por completo (es de suponer, su cuerpo se convierte en espíritu de partículas que se dispersan después), que tiene efectos potencialmente desastrosos en el equilibrio espiritual de los mundos. Los efectos de los poderes espirituales en Hollows, como los de Orihime Inoue o Yasutora Sado, son desconocidas, debido en parte al hecho de que esos casos son raros.

## Clasificación de Hollows
La mayoría de los Hollows son simplemente almas humanas transformadas que no suponen peligro para casi ningún shinigami, sin embargo si no son destruidos estos con el tiempo y devorando almas acaban evolucionando en Hollows más peligrosos, como los que siguen:

### Demi-Hollow
Un Demi-Hollow (半虚, デミ・ホロウ?) es un Plus ligado a la tierra que se encuentra en sus últimas etapas de evolución a Hollow. Aunque estos espíritus tienen aún bastante tiempo por delante para llegar a transformarse en Hollows, el proceso puede ser acelerado si se le rompe los restos de su Cadena del Destino, abriéndole así un agujero en el pecho que será el que más tarde muestre el Hollow recién formado. Los Demi-Hollows están atados mediante larguísimas cadenas a un cierto lugar al que consideran su territorio, y al que no quieren abandonar bajo ningún concepto. Por lo general, solo pueden verse cuando un humano entra en su territorio, razón por la cual los Shinigamis no sean capaces de sentir su presencia en circunstancias normales.

### Menos Grande
Menos Grande (メノスグランデ?), también llamados, Gillian (最下大虚 Seres Incontables?), es la clase más débil de Menos en su primera etapa de evolución, pero también es la más numerosa, son gigantescos, del tamaño de rascacielos, y todos conservan el aspecto global de un ser de aspecto humanoide alargado completamente cubiertos por mantos de color negro,  que solo dejan al aire unas huesudas manos blancas de uñas afiladas y unas botas del mismo color. Su máscara es similar a una calavera humana, pero con una pronunciada nariz picuda. Tienen además una lengua anormalmente larga, con una fuerza tal que pueden romper con ella sin ningún esfuerzo las máscaras de Hollows menores. Pese a ser lentos y estúpidos, los Menos Grandes tienen un poder tal que pueden destruir una ciudad entera mediante una técnica tremendamente poderosa, el Cero, una descarga de energía que lanzan desde sus bocas, destruyendo todo lo que encuentran a su paso. Aun así, y por mucho que los Menos Grandes sean peligrosos enemigos con un poder de aniquilación nada despreciable, son bastante más débiles que un Subcapitán Shinigami y, según Tōshirō Hitsugaya, son comparables a "soldados rasos". No suelen abandonar el Hueco Mundo, como se demuestra cuando Rukia Kuchiki reconoce haberlos visto solo en sus libros de texto antes de conocer a Ichigo Kurosaki.
Generalmente los Gillian carecen de personalidad y no son capaces de hablar, lo que les hace más peligrosos e imprevisibles por no tener consciencia de sí mismos. Sin embargo, existen casos en los que uno de los muchos Hollows que lo componen acaba imponiéndose al resto y lentamente empieza a adquirir control sobre la entidad, reflejándose en el cambio de su máscara, que ya no es la misma a la del resto de los Menos Grandes. Solo estos Menos Grandes tienen el potencial de evolucionar a estados superiores de los Menos, siempre que mantengan una constante canibalización de otros Hollows e incluso de más Gillian. De todos los Menos Grandes, solo Aaroniero Arruruerie tiene el poder de llegar a ser tan poderoso como un Adjuchas -el siguiente estado evolutivo de un Menos- sin llegar a convertirse en uno de ellos, gracias a una habilidad única, que consiste en absorber completamente a todos los Hollows que se come, adquiriendo también sus poderes y habilidades. Gracias a ello, tuvo el poder suficiente para ser admitido entre los Espada, y según él diría, su potencial de crecimiento es infinito.

### Adjucha
Adjuchas (中級大虚 Demonio de la Roca?), es el resultado de un Gillian que ha tomado conciencia de sí mismo, cambiando su imagen,y que ha devorado a otros Gillian, por tanto no existen demasiados. Al contrario que ocurría con los Gillian, los Adjuchas pueden variar enormemente en cuanto a su aspecto, encontrándonos con criaturas musculosas y con un cuerpo similar al de un humano hasta otros con un aspecto más animal, como es el caso de Grimmjow Jaegerjaquez. En cualquier caso y aunque son más grandes que un humano, los Adjuchas son de menor tamaño que los Gillian y considerablemente más listos y con la capacidad de luchar en igualdad de condiciones a un Subcapitán Shinigami e incluso de encararse con un Capitán de división. Su población es mucho más pequeña en comparación con los Gillian, debido a lo infrecuente que es el hecho de que un Hollow acabe imponiéndose a la multitud que compone un Menos, iniciándose así su evolución. Además, los Adjuchas tienen la obligación de seguir devorando más y más Hollows, ya que si no lo hacen su mente acabará siendo subyugada por el resto de las que componen el propio Menos, regresando al estado de Gillian y sin esperanza alguna de volver a evolucionar nunca más. No han aparecido muchos Adjuchas a lo largo de la serie, aunque en el anime se ha dicho de ellos que se ocupan de controlar y manejar a las cortes de Gillian por orden de Sōsuke Aizen, en el Bosque de los Menos del Hueco Mundo.

### Vasto Lorde
Vasto Lorde (最上大虚 Rey Enorme?), es la forma más poderosa de los Menos y sus habilidades son superiores incluso a las de un Capitán shinigami. Son, con una gran diferencia, la clase más poderosa y escasa de Menos, así como la fase evolutiva más alta a la que pueden llegar, según consta en los informes de la Sociedad de Almas. Son figuras prácticamente legendarias y su población exacta es totalmente desconocida por los Shinigamis. El Capitán Hitsugaya afirmó en su momento que se tiene constancia de la existencia de muy pocos Vasto Lorde, que se supone que habitan en los rincones más profundos del Hueco Mundo. Se ignora los detalles de su evolución, si necesitan devorar más Hollows para mantenerse en su estado y otros detalles, aunque de nuevo citando a Tōshirō Hitsugaya, se sabe que son los Menos más pequeños y de figura más humanoide. Al parecer, su nivel es tal que pueden ser más poderosos incluso que un Capitán Shinigami en el campo de batalla, de tal forma que si Sosuke Aizen llegase a controlar al menos a diez de estas criaturas, la Sociedad de Almas estaría irremediablemente condenada. Esto no es una coincidencia, ya que el propio Aizen reconoce ante Gin Ichimaru que necesita encontrar a más Vasto Lorde para completar al grupo de los diez Espada. Aun así, y aunque hayan surgido una gran cantidad de rumores acerca del tipo de Menos que en su día fueron los Espada actuales, se ignora cuántos de ellos fueron Vasto Lorde, a diferencia de la Tercera espada, Tier Halibel, la cual se demostró que pertenecía a la clase Vasto Lorde. Se puede deducir que Coyote Starrk fue un vasto lorde ya que tenía un gran poder antes de conocer a Sōsuke Aizen.

## Híbridos Hollow-Shinigami

### Arrancar
Un Arrancar (アランカル?) es un hollow que ha logrado liberarse de su máscara para obtener poderes de Shinigami. Hasta la fecha ningún Hollow ha conseguido liberarse por completo de su máscara de forma natural (a excepción de Coyote Starrk y Lilynette Gingerback, ambos siendo un mismo hollow y arrancares naturales), siendo arrancares incompletos. La conversión a arrancar aumenta tanto la inteligencia como el poder del Hollow.
Los Arrancares difieren de los Hollows en el retiro parcial de sus máscaras. La mayoría de los arrancares tienden a tener forma humana pero conservan algunos de sus rasgos de hollow como el hueco y parte de su máscara de hollow, aunque no siempre se adquiere forma totalmente humana, debiéndose ello a que las posibilidades de adquirir esta forma dependen del nivel del Hollow, siendo por tanto los adjuchas y vasto lordes los que tienen mayor probabilidad de adquirir forma humana, al contrario que los gillian, prueba evidente de ello es el 9º espada o los dos primeros arrancares a los que se enfrentan Ichigo, Ishida y Sado nada más llegar a Hueco Mundo.
Otro rasgo identificador es que cada arrancar tiene consigo una zanpakutō, que a diferencia de las zanpakutō de los Shinigamis, la de los arrancares sellan la verdadera forma y poder (resurrección) de éstos, repartiendo el poder entre el arrancar y su espada, a excepción del 1º espada que tiene dividido su poder entre él y Lilynette, siendo su Zanpakuto un mero adorno.
En la historia de la Sociedad de Almas nunca se han conocido Hollows con forma completa de Arrancar, sin embargo ahora es posible gracias a que el excapitán Aizen es capaz de crear Arrancar artificialmente con el Hōgyoku (creado por Urahara), el cual también desbloquea mucho más poder del que ganarían normalmente en la transformación.
En su evolución a Hollow hay dos caminos a elegir, uno consistente en mejorar sus dotes regenerativas con un poder de regeneración casi instantáneo, o sacrificar esa rapidez de curación a cambio de ganar mucho poder.

### Visored
Los Visored (ヴァイザード?), anteriormente llamados Vizard son un grupo de Shinigamis que han obtenido poderes de Hollow y han pasado a formar parte del llamado "Ejército de las Máscaras" (仮面の軍勢 kamen no gunzei?), al haber adquirido una Máscara de Hollow que les permite mejorar sus habilidades de lucha e incluso desarrollar algunas de las técnicas propias de los Hollows. De nuevo, el uso de la Hōgyoku sobre un Shinigami garantiza la creación de un Visored perfecto, aunque también existen otros métodos, como el que sufrió Ichigo Kurosaki, al sufrir una Hollowficación a la vez que trataba de adquirir poderes de Shinigami. Un caso especial de Shinigamis que han pasado a ser híbridos con características puramente Hollow es el de Kaname Tōsen, cuyas características parecen exceder a las de un Visored propiamente dicho, al haber desarrollado también una resurrección, de la misma forma que los Arrancar. Hasta el momento, se ignora si los otros Visored también son capaces de esto, o si solo puede hacerlo Tōsen, tratándose entonces de un híbrido más perfecto si cabe que los anteriores.  Al igual que los Shinigamis, los Hollows tienen una multitud de habilidades de combate, la mayor parte de ellas únicas para cada Hollow. Los más poderosos, sin embargo, tienen acceso a otras técnicas genéricas de mucho más poder que las individuales que pudieran desarrollar. De cualquier forma, estos seres adquieren la energía necesaria para desarrollar y realizar sus habilidades a costa de devorar otras almas o bien a partir de las partículas espirituales presentes en la atmósfera, como hacen los Hollows más pequeños, aquellos que habitan en el Hueco Mundo y son prácticamente inofensivos. Algunas de las habilidades generales que se han llegado a ver en los Hollows (al menos, en más de uno solo) son las siguientes:
- Separación del Alma: aunque solo se tiene constancia de dos Hollows, Shrieker y Acidwire, capaces de llevar a cabo esta habilidad, se supone que todos los demás también podrán llevarla a cabo. Mediante su empleo, un Hollow extrae a la fuerza el lma de un ser vivo de su cuerpo. Este poder no suele utilizarse sobre todo debido a que las presas preferentes de los Hollows son los Plus, aquellas almas que ya no tienen un cuerpo en el que residir, pero es probable que sea el método por el cual pueden devorar las almas de los vivos. Al separar un alma de su cuerpo vivo, ambos elementos siguen estando unidos mediante la "Cadena del Destino", y mientras así sea, existirá la posibilidad de revertir el proceso, pero cuando esto no sea así, la persona que haya sufrido esta técnica, estará irremediablemente muerta y deberá ser enviada a la Sociedad de Almas si se desea evitar su propia conversión a Hollow.

- Toque de Hollow: aunque de nuevo se haya visto a Shrieker y a Acidwire llevar a cabo esta habilidad, las palabras de Rukia Kuchiki al respecto dan a entender claramente que todos los Hollows son capaces de llevarla a cabo. Cuando un Hollow toca a un humano, el punto por el que fue sujetado se vuelve negro, como si hubiese sufrido una contusión o una quemadura, tal y como se vio con la pierna de Orihime o con la espalda de Sado cuanto entraron en contacto con Hollows. Estas heridas provocan un gran dolor a sus víctimas, pero pueden curarse al cabo de un tiempo.